# Senat Wowereit IV
Der Senat Wowereit IV war vom 24. November 2011 bis zum 11. Dezember 2014 die Landesregierung von Berlin. Am 24. November 2011 wurde Klaus Wowereit wieder zum Regierenden Bürgermeister der Stadt gewählt, sein Senat wurde am 1. Dezember 2011 vereidigt. Nach Wowereits Rücktritt zum 11. Dezember 2014 bildete der Senat Müller I die neue Landesregierung.
Nach der Wahl zum Abgeordnetenhaus von Berlin (17. Wahlperiode) vom 18. September 2011 wären sowohl eine rot-grüne als auch eine rot-schwarze Koalition möglich gewesen. Die SPD entschied sich entgegen der allgemeinen Erwartung nach Sondierungen und einer ersten gescheiterten rot-grünen Verhandlungsrunde für die Aushandlung einer Großen Koalition mit der CDU.
Große Diskussion gab es bereits vor der Konstitution des Senats um die Ressortzuschnitte. So wurde die Trennung von Forschung und Wissenschaft in zwei unterschiedliche Senatsverwaltungen vor allem von Vertretern der Wissenschaft und Hochschulen stark kritisiert. Der Senatsverwaltung für Wirtschaft sollte zukünftig der Bereich Forschung zugeschrieben werden, die Wissenschaft sollte im Ressort für Bildung bleiben.
Nach elf Tagen im Amt trat Michael Braun (CDU) als Justiz- und Verbraucherschutzsenator zurück, da er sich mit massiven Vorwürfen wegen einer Immobilienaffäre konfrontiert sah. Bis zur Ernennung von Thomas Heilmann am 12. Januar 2012 führte Gesundheitssenator Mario Czaja (CDU) kommissarisch die Behörde für Justiz und Verbraucherschutz.
Nach knapp einem Jahr bat auch Wirtschaftssenatorin Sybille von Obernitz (parteilos, auf Vorschlag der CDU) den Regierenden Bürgermeister um Entlassung. Infolge der Diskussion um die Ausschreibung des Nachfolgers der landeseigenen Messegesellschaft, bei der von Obernitz ohne Absprache des Messe-Aufsichtsrates die Nachfolge des Geschäftsführers ausgeschrieben hatte, ließ CDU-Parteichef und Innensenator Henkel mitteilen, dass er sich von Frau von Obernitz trennen werde. Die Entlassung erfolgte am 11. September 2012. Am 27. September 2012 wurde Cornelia Yzer (CDU) zu ihrer Nachfolgerin ernannt.
| Amt                                                 | Name                                          | Partei | Partei                    |
| --------------------------------------------------- | --------------------------------------------- | ------ | ------------------------- |
| Regierender Bürgermeister                           | Klaus Wowereit                                |        | SPD                       |
| Bürgermeister                                       | Frank Henkel                                  |        | CDU                       |
| Senator für Inneres und Sport                       | Frank Henkel                                  |        | CDU                       |
| Bürgermeister                                       | Michael Müller                                |        | SPD                       |
| Senator für Stadtentwicklung und Umwelt             | Michael Müller                                |        | SPD                       |
| Senatorin für Wirtschaft, Technologie und Forschung | Sybille von Obernitz (bis 11. September 2012) |        | parteilos (Vorschlag CDU) |
| Senatorin für Wirtschaft, Technologie und Forschung | Cornelia Yzer (ab 27. September 2012)         |        | CDU                       |
| Senatorin für Bildung, Jugend und Wissenschaft      | Sandra Scheeres                               |        | SPD                       |
| Senator für Finanzen                                | Ulrich Nußbaum                                |        | parteilos (Vorschlag SPD) |
| Senator für Gesundheit und Soziales                 | Mario Czaja                                   |        | CDU                       |
| Senatorin für Arbeit, Integration und Frauen        | Dilek Kolat                                   |        | SPD                       |
| Senator für Justiz und Verbraucherschutz            | Michael Braun (bis 12. Dezember 2011)         |        | CDU                       |
| Senator für Justiz und Verbraucherschutz            | Thomas Heilmann (ab 12. Januar 2012)          |        | CDU                       |